# Даминтун
ГЕС Даминтун (大勐统水电站)— гідроелектростанція на півдні Китаю у провінції Юньнань. Знаходячись між ГЕС Dàzhàizi (20 МВт, вище по течії) та ГЕС Nánjiètián (8 МВт), входить до складу каскаду на річці Ментонг, правій притоці Yongkang, котра своєю чергою є лівою твірною Менгболуо (впадає ліворуч до однієї з найбільших річок Південно-Східної Азії Салуїну, яка належить до басейну Андаманського моря).
В межах проєкту річку перекрили бетонною арковою греблею заввишки 68 метрів, завдовжки 134 метри та завтовшки від 3,9 до 4,6 метра. Вона утримує водосховище з об’ємом 17,6 млн м3 (корисний об’єм 6,7 млн м3), в якому припустиме коливання рівня поверхні між позначками 864 та 875 метрів НРМ (під час повені останній показник зростає до 878 метрів НРМ). 
Зі сховища під лівобережним гірським масивом прокладений дериваційний тунель завдовжки понад 6 км, який виходить до наземного машинного залу. Основне обладнання станції становлять три турбіни – дві потужністю по 20 Мвт та одна з показником 10 МВт.